# ケーシング法
ケーシング法は、歯科の骨造成において、従来では不可能であった垂直的骨造成を可能にする方法である。東京医科歯科大学の小木曽誠・峯野誠司らのグループにより開発され特許にもなっている。 

## 概要
従来のGBR法などでは、柔らかい膜を使用するため、水平的な骨造成は可能であっても、垂直的骨造成は難しいものであった。チタンメッシュなどのフレームが入っている膜を使用する方法もあるが、操作性が難しく確実な垂直的骨造成は難しい。 
このケーシング法では既存骨の上に、作りたい骨の形状などをCTなどで事前に予測し、それに合わせたケースを作製する。そのケースを既存骨上に設置し、ケース内にリン酸カルシウム系の人工骨を入れることで、垂直的骨造成が可能となっている。人工骨としては、ハイドロキシアパタイト、βーTCPなどを入れる。 
リン酸カルシウム系人工骨には、結晶構造により骨誘導能をもつものがある。従ってケーシング法などの骨造成にはどのような人工骨を使うかが、非常に重要なものとなっている。 
ケーシング法では、口腔粘膜を縫合する際、減張切開をして縫合するが、骨造成の範囲が大きい場合いかに減張切開を行うかが今後の課題となっている。